# Fédération belge de Scrabble
 (juillet 2017).
Si vous disposez d'ouvrages ou d'articles de référence ou si vous connaissez des sites web de qualité traitant du thème abordé ici, merci de compléter l'article en donnant les références utiles à sa vérifiabilité et en les liant à la section « Notes et références ».
La Fédération belge de Scrabble (FBS) est une association qui a pour but de réunir les joueurs du jeu Scrabble en Belgique. Les licenciés pratiquent le jeu en français. La fédération compte environ 1000 licenciés dans 60 clubs. Le président actuel est Jean-Michel Hubert. Créée le 28 octobre 1972, la Fédération belge de Scrabble fut la première fédération de Scrabble francophone, fondée même avant la fédération française et la fédération internationale.
La fédération organise plusieurs tournois de Scrabble duplicate et de Scrabble classique en Belgique et met à jour le classement national des joueurs. Parmi ces tournois, le Festival de Belgique et les Championnats de Belgique de Scrabble francophone ont lieu. La FBSc est également membre de la Fédération internationale de Scrabble francophone et ses licenciés peuvent disputer des tournois dans n'importe quel pays francophone. Chaque année, plusieurs joueurs belges se qualifient pour les Championnats du monde de Scrabble francophone qui ont lieu chaque année dans un pays différent. La FISF a attribué l'organisation des cinquantièmes Championnats du Monde de Scrabble à la FBS.  Ils ont lieu en 2022 à Louvain-la-Neuve.  En même temps que le Jubilé des championnats, la FBS fête son jubilé d'existence également. 

## Palmarès
Le champion 2022 est Christian Pierre du club Cineytik.  C'est le joueur belge ayant remporté le plus de fois le titre de champion de Belgique (22 fois depuis son premier titre en 1987).
Pendant le début des années 1970, les Belges ont dominé les championnats du monde. La Belgique a connu plusieurs champions du monde. Notamment Christian Pierre (5 fois), Marc Selis (2 fois) et Hippolyte Wouters, Agnès Lempereur (seule femme ayant remporté le titre suprême en élite duplicate) et Yvon Duval. La dernier Belge à avoir été champion du monde individuel fut Éric Vennin en 2008 à Dakar. Le premier champion du monde, ainsi que les premiers champions du monde par paires, furent belges. La Belgique n'a encore pas connu de champion du monde en blitz mais une deuxième place en 2008 avec Louis Eggermont et une troisième place en 2006 avec Jean-Luc Dives.